# Apogon robinsi
 Apogon robinsi és una espècie de peix de la família dels apogònids i de l'ordre dels perciformes.

## Morfologia
Els mascles poden assolir els 10,1 cm de longitud total.

## Distribució geogràfica
Es troba a les Bahames, les Illes Caiman, Cuba i Belize.